# Шевченка (Якимівська селищна громада)
Шевче́нка — село в Україні, в Мелітопольському районі Запорізької області. Входить до складу Якимівської селищної громади.
Населення становить 515 осіб. До 2017 орган місцевого самоврядування — Чорноземненська сільська рада.

## Історія
7 (20) листопада 1917 року, відповідно до Третього Універсалу Української Центральної Ради, увійшло до складу Української Народної Республіки.
12 червня 2020 року, відповідно до розпорядження Кабінету Міністрів України № 713-р «Про визначення адміністративних центрів та затвердження територій територіальних громад Запорізької області», увійшло до складу Якимівської селищної громади.
17 липня 2020 року, в результаті адміністративно-територіальної реформи та ліквідації Якимівського району, село увійшло до складу Мелітопольського району.
Село тимчасово окуповане російськими військами 24 лютого 2022 року.

## Населення

### Мова
Розподіл населення за рідною мовою за даними перепису 2001 року:
| Мова            | Кількість | Відсоток |
| --------------- | --------- | -------- |
| українська      | 340       | 66.02%   |
| російська       | 169       | 32.82%   |
| вірменська      | 2         | 0.39%    |
| румунська       | 1         | 0.19%    |
| інші/не вказали | 3         | 0.58%    |
| Усього          | 515       | 100%     |

## Географія
Село Шевченка знаходиться на відстані 3 км від села Чорноземне та селища Кошове. По селу протікає пересихаючий струмок з загатою.